# 藤田芳雄
藤田 芳雄（ふじた よしお、1898年（明治31年）3月 - 1951年（昭和26年）2月3日）は、大正から昭和期の教育者、労働運動家、政治家。参議院議員。旧姓・島崎。

## 経歴
新潟県で島崎太郎吉の二男として生まれ、藤田久六郎の養子となる。1918年（大正7年）新潟師範学校を卒業した。
新潟市山之下小学校訓導、同鐘渕小学校訓導、同万代小学校訓導を歴任。さらに新潟市山之下工業補習学校助教諭、同万代青年学校助教諭、新潟県南蒲原郡下条村下条国民学校長、同村立青年学校助教諭兼校長、新潟市栄国民学校長などを務めた。戦後、労働運動に加わり組合役員を務めた。
1947年（昭和22年）4月の第1回参議院議員通常選挙で新潟県地方区に新潟県教職員組合の推薦を受けて無所属で出馬して当選し（補欠、任期3年）、参議院議員に1期在任した。その後、1950年（昭和25年）6月の第2回通常選挙に立候補したが落選した。